# Diga Laghi Gemelli
La diga Laghi Gemelli è una diga muraria a gravità costruita nel 1932 nel territorio del comune di Branzi, (BG) e contiene l'acqua dei Laghi Gemelli, da cui la diga prende il nome.

## Collegamenti esterni

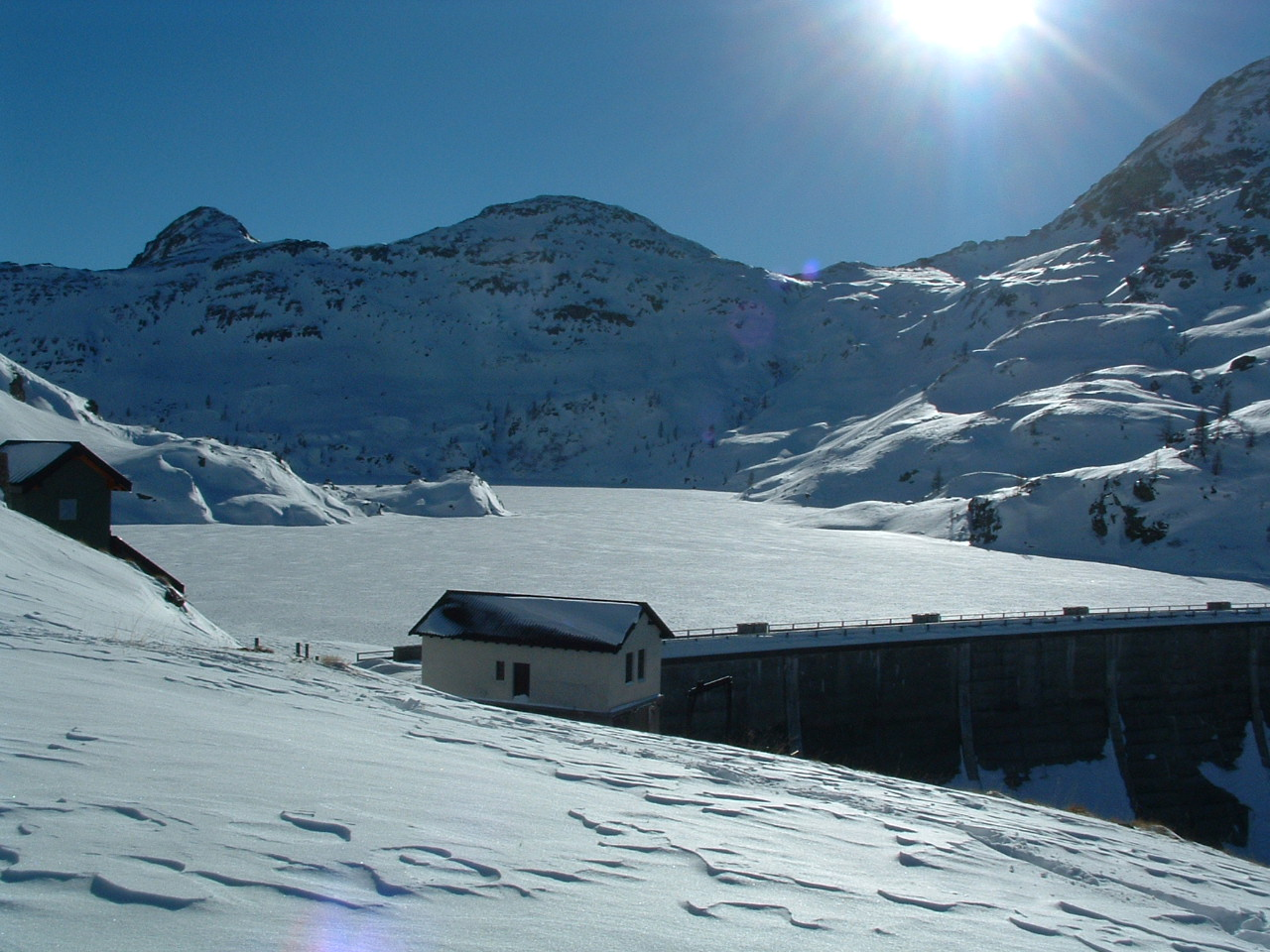
La diga in inverno